# Ernst Köpf
Temple de la renommée allemand : 1988
Ernst Köpf (né le 10 février 1940 à Füssen) est un ancien joueur professionnel allemand de hockey sur glace.
Il est le père d'Ernst Köpf junior.

## Carrière
Köpf commence sa carrière en 1959 avec l'EV Füssen, équipe avec laquelle il sera quatre fois champion d'Allemagne. En 1963, il signe un contrat avec le Mannheimer ERC, mais se rétracte peu après et reste à Füssen jusqu'en 1966. Il rejoint l'Augsburger EV qu'il fait monter en élite en 1968. Après sept saisons, il arrive au Berliner SC en 1973. En 1980, il revient à Ausbourg, alors en Oberliga puis reste la saison suivante après l'accession. Il fait la saison 1982-1983 à Füssen, la saison 1983-1984 au EA Kempten en 2. Bundesliga puis finit sa carrière à Füssen en 1985 en 2. Bundesliga. En 530 matchs, Köpf marque 361 buts.
Avec l'équipe d'Allemagne, Köpf joue 154 matchs et 83 buts. Il participe aux Jeux olympiques de 1964, de 1968 et de 1976, où il remporte la médaille de bronze.

## Palmarès
- Champion d'Allemagne : 1959, 1961, 1964 et 1965.
- Médaille de bronze aux Jeux olympiques de 1976.